# Pat Quinn (Politiker)

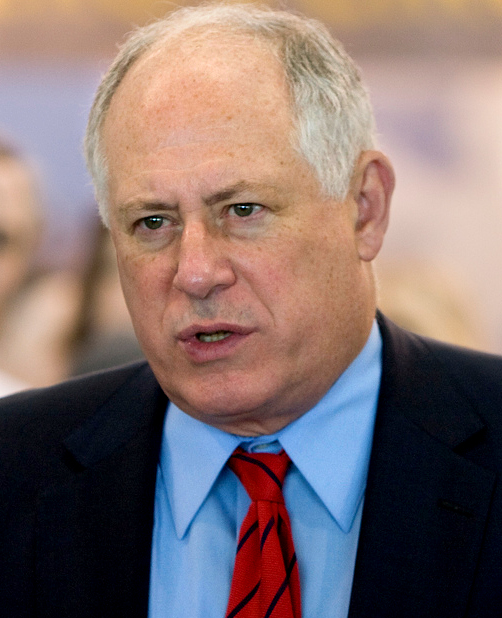
Pat Quinn (2010)

Patrick Joseph „Pat“ Quinn III (* 16. Dezember 1948 in Hinsdale, DuPage County, Illinois) ist ein US-amerikanischer Politiker der Demokratischen Partei. Er war vom 29. Januar 2009 bis zum 12. Januar 2015 Gouverneur des Bundesstaates Illinois.
Nach seiner Amtszeit als State Treasurer war Quinn seit 2003 Vizegouverneur von Illinois unter Rod Blagojevich. Nachdem dieser des Amtes enthoben wurde, rückte Quinn automatisch zum Gouverneur auf. Er beendete zunächst die laufende Wahlperiode und wurde im November 2010 mit knapper Mehrheit für eine volle Amtsperiode wiedergewählt. Bei seiner erneuten Kandidatur im November 2014 musste sich Quinn jedoch dem Republikaner Bruce Rauner geschlagen geben, der ihn im Januar 2015 ablöste. 2018 kandidierte Quinn in den demokratischen Vorwahlen vergeblich für das Amt des Attorney General von Illinois.

## Ausbildung und Beruf
Quinn wuchs in Hinsdale auf und besuchte dort die ansässige katholische Grundschule St. Isaac Jogues. Anschließend graduierte er 1967 an der Fenwick High School in Oak Park. Dann ging er an die Georgetown University, wo er 1971 seinen Bachelor in Wirtschaft machte. Einige Jahre später, 1980, erwarb er seinen Juris Doctor an der Northwestern University School of Law. Ferner war er Anwalt in Steuerfragen, bevor er eine öffentliche Laufbahn einschlug.

## Politischer Aufstieg
Seit 1975 hat Quinn mehrere Petitionen bezüglich Verbraucherschutzgesetzen, Steuerreform und Stärkung der Bürgerrechte organisiert. 1983 führte er die Kampagne zur Schaffung des Citizens Utility Board. 2001 wanderte er durch Illinois, von Mississippi River zum Lake Michigan, um das Bewusstsein zu wecken, dass jedermann eine anständige Gesundheitsversorgung braucht.
Quinn wurde 1982 zum Commissioner of the Cook County Board of Property Tax Appeals gewählt und war später Revenue Director der Stadt Chicago. Dann war er von 1991 bis 1995 als Nachfolger von Jerome Cosentino State Treasurer von Illinois. In dieser Funktion kürzte er jedes Jahr den Etat, so dass die Steuerzahler 848 Millionen Dollar Kapitalerträge erwirtschafteten. Bereits im Jahr 1986 bemühte sich Quinn vergeblich um dieses Amt.
Im November 2002 wurde Quinn an der Seite von Rod Blagojevich zum Vizegouverneur von Illinois gewählt und am 7. November 2006 gemeinsam mit Blagojevich im Amt bestätigt. Während seiner Zeit als Stellvertreter des Gouverneurs lagen seine Prioritäten beim Schutz der Steuerzahler sowie Verbraucher, beim Umweltschutz, bei der Förderung einer ordentlichen Gesundheitsfürsorge und der Hilfe für Mitglieder der Streitkräfte und deren Familien zu helfen.

## Gouverneur von Illinois (2009–2015)

### Amtsübernahme

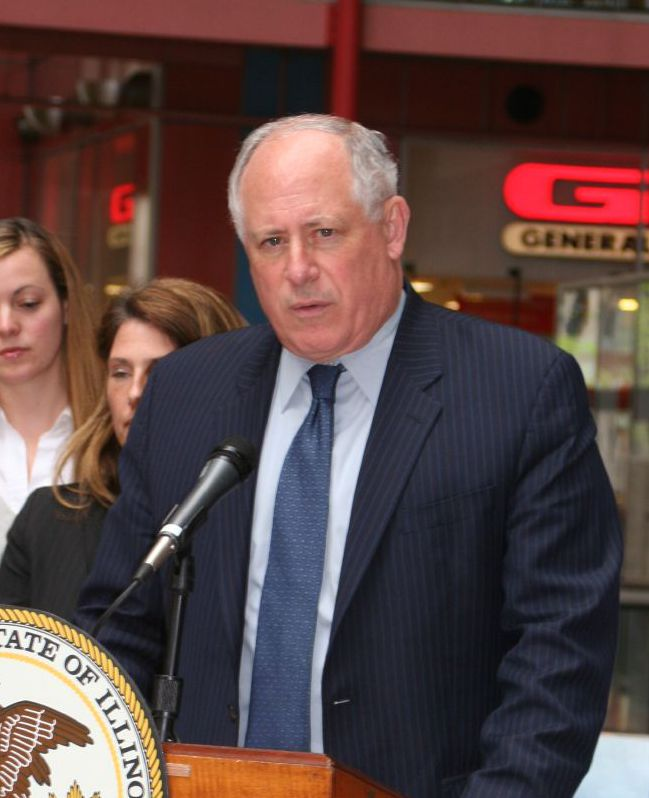
Pat Quinn bei einer Rede auf der Green Expo in Illinois im April 2009

Am 29. Januar 2009 wurde Gouverneur Blagojevich durch ein einstimmiges Votum des Staatssenats seines Amtes enthoben. Grund waren ihm zur Last gelegte Korruptionsvergehen; unter anderem soll er versucht haben, den vakanten Sitz des neuen US-Präsidenten Barack Obama im US-Senat gegen finanzielle Zuwendungen zu „verkaufen“. Kurz nach Bekanntwerden dieser Anschuldigungen im Dezember 2008 hatte sich Quinn in einem Interview bereits von Blagojevich distanziert und erklärt, er habe seit August 2007 nicht einmal mehr mit diesem gesprochen. Überdies habe der Gouverneur verlauten lassen, Quinn sei nicht Teil seiner Regierung. Unmittelbar im Anschluss an Blagojevichs Amtsenthebung wurde Pat Quinn als 41. Gouverneur von Illinois im Plenarsaal des Repräsentantenhauses vereidigt. Gemäß der Verfassung des Bundesstaates hatte er die laufende Amtszeit, die erst zur Hälfte verstrichen war, zu beenden.

### Gouverneurswahl 2010
Die nächste Gouverneurswahl stand turnusgemäß im November 2010 an. Quinn, der sich um die Bestätigung im Amt bemühte, hatte zunächst die parteiinternen Vorwahlen zu gewinnen. Dabei erhielt er in Person des State Treasurer Dan Hynes für einen amtierenden Gouverneur ungewöhnlich starke Konkurrenz. Die Primary im Februar 2010 gewann Quinn dann gegen Hynes mit einem hachdünnen Vorsprung von weniger als einem Prozentpunkt (50,46 gegen 49,54 Prozent). Damit wurde er zum Kandidaten der Demokratischen Partei nominiert.
Bei der Gouverneurswahl am 2. November 2010 siegte Quinn ebenfalls mit knapper Mehrheit. Er setzte sich gegen den republikanischen Staatssenator Bill Brady durch und vereinte dabei 46,8 Prozent der Stimmen auf sich, während für seinen republikanischen Herausforderer 45,9 Prozent der Wähler votierten. Der Vorsprung gegenüber Brady betrug nur rund 31.000 Stimmen aus über 3,7 Millionen abgegebenen Stimmen. Bemerkenswert war an diesem Ergebnis, dass Quinn lediglich in vier der 102 Countys von Illinois die Mehrheit erringen konnte: Neben dem St. Clair County, dem Jackson County und dem Alexander County gelang ihm dies im Cook County, in dem rund 43 Prozent der Einwohner von Illinois beheimatet sind und die Region Chicago zählt. Hier legte er mit einem Stimmenanteil von 64,3 Prozent den Grundstein für seinen Sieg. Mit seinem Triumph sorgte Quinn für eine politische Überraschung, da bei sämtlichen Wahlen des Jahres 2010 die Stimmung in den USA sehr zu Gunsten der Republikanischen Partei war. Außerdem sahen die letzten Umfragen vor der Wahl durchgehend Brady vor dem Amtsinhaber.
Im Januar 2011 begann er eine komplette Amtszeit von vier Jahren als Gouverneur. Sein Running Mate bei der Gouverneurswahl 2010 war Sheila Simon, die damit das seit Quinns Aufrücken zum Gouverneur vakante Vizegouverneursamt übernahm.

### Amtsführung

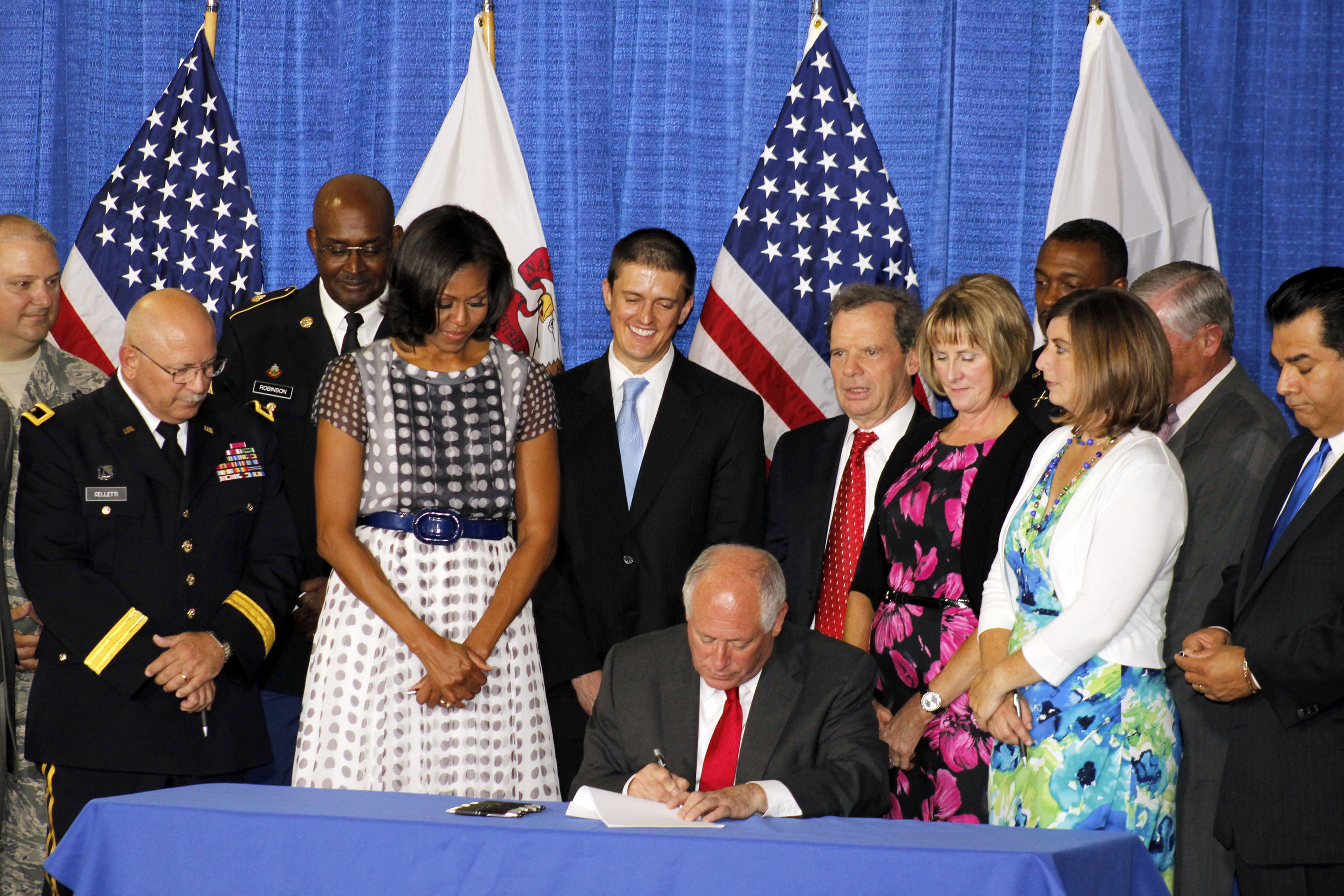
Gouverneur Quinn bei der öffentlichkeitswirksamen Unterzeichnung eines Gesetzes im Juni 2012, im Hintergrund unter anderen Michelle Obama

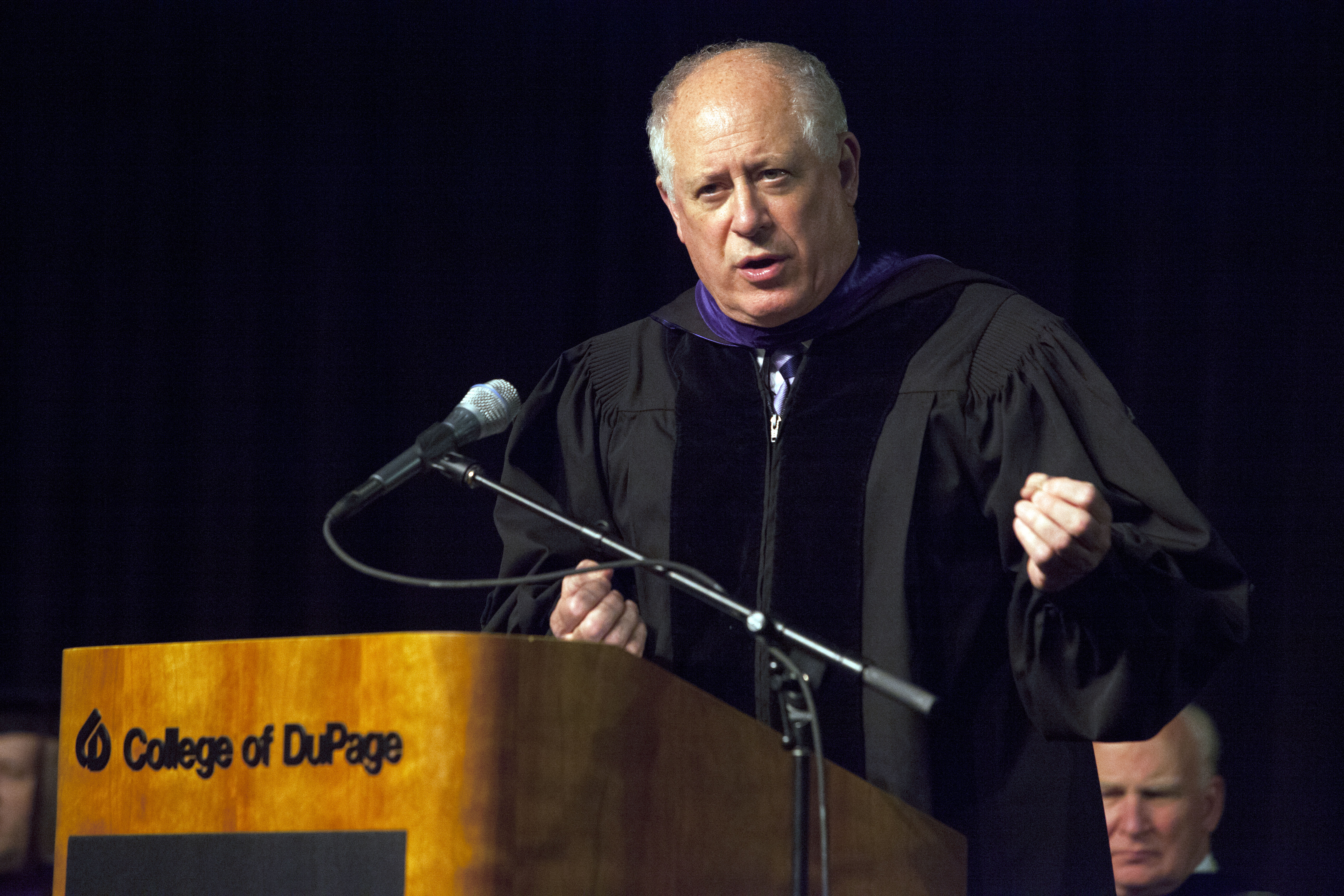
Gouverneur Quinn spricht am College of DuPage zu Studenten (Mai 2014)

Als Konsequenz aus dem Skandal um den früheren Gouverneur Rod Blagohevich wurde im Rahmen der Wahlen des Jahres 2010 in Illinois ein Referendum über eine Verfassungsänderung abgehalten. Die Wähler sprachen sich mehrheitlich für den von Quinn aktiv unterstützten Vorschlag aus, gegen den Gouverneur des Staates einen Recall zu erlauben. Damit gehört Illinois zu den 18 US-Bundesstaaten, in denen es möglich ist, den Regierungschef vor Ende der Amtszeit durch ein Bürgerbegehren (mit hohen Hürden) abzusetzen. Um eine mögliche Abstimmung über den Verbleib eines Gouverneurs im Amt herbeizuführen, sind nach der Verfassungsänderung 500.000 Unterschriften nötig. Andernfalls kann der Gouverneur nur durch eine Amtsanklage durch die Legislative wie in Blagojevichs Fall abgesetzt werden. Ein Misstrauensvotum aus rein politischen Gründen durch Parlament ist nicht vorgesehen.
Quinn gilt in sozialen Fragen als progressiv. Am 9. März 2011 unterzeichnete Gouverneur Quinn ein Gesetz zur Abschaffung der Todesstrafe im Staat Illinois, das am 1. Juli 2011 in Kraft trat. Am 20. November 2013 unterzeichnete er ein Gesetz zur rechtlichen Anerkennung der gleichgeschlechtlichen Ehe. Damit können fortan gleichgeschlechtliche Ehen in Illinois geschlossen werden. Im Oktober 2013 unterzeichnete er außerdem ein Gesetz, mit dem die von Präsident Obama initiierte Gesundheitsreform ausgeweitet wurde. Mit dem von Quinn vorangetriebenen Konzept soll insbesondere Medicare mehr Menschen zugänglich gemacht werden.
Während seiner Amtszeit wurde gegen den Widerstand der republikanischen Opposition zweimal der in Illinois gültige Mindestlohn angehoben. Seither beträgt dieser 8,25 US-Dollar pro Stunde. Im Zuge der Wahlen des Jahres 2014 initiierte der Gouverneur eine Volksabstimmung über eine erneute Anhebung der gesetzlichen Lohnuntergrenze.
Bereits nach seiner Amtsübernahme sah sich Quinn mit einem hohen Defizit im Staatshaushalt konfrontiert. Mit der Finanzkrise ab 2007 hatte auch die Wirtschaft in Illinois stark zu kämpfen. Im Herbst 2011 setzte Quinn mit der State Legislature, in der die Demokraten eine Mehrheit der Mandate verfügen, eine temporäre Erhöhung der Einkommensteuer durch. Mit diesem Schritt sollte das Defizit im Staatshaushalt begrenzt werden. Durch die Mehreinnahmen gelang es 2012 zwar das Defizit zu verkleinern, dennoch gab der Staat Illinois in diesem Fiskaljahr 8,3 Milliarden US-Dollar mehr aus, als er einnahm. Später wurde auch eine Anhebung der Unternehmenssteuer beschlossen. Bei seiner State of the State Address forderte Gouverneur Quinn jedoch Steuererleichterungen für Unternehmen, die berufliche Aus- und Weiterbildungen anbieten. Bis zum Fiskaljahr 2014–15 gelang es durch die vorgenommenen Steuererhöhungen sowie eine sich verbessernden wirtschaftlichen Lage das Defizit auf 3 Milliarden Dollar zu verkleinern. Im Staatsapparat nahm die Regierung von Gouverneur Quinn außerdem diverse Kürzungen vor, um weitere Gelder einzusparen. Nach seiner 2014 verlorenen Wiederwahl sprach er sich dafür aus, die 2011 vorgenommenen Steuererhöhungen bis zum Ablauf seiner Amtszeit dauerhaft zu implementieren. Dies kam aber nicht zustande, da auch Abgeordnete seiner Partei dies ablehnten.
Ein Schwerpunkt von Quinns Regierungspolitik ist auch der Umweltschutz. Bereits vor seinem Amtsantritt als Gouverneur sprach er sich für einen besseren Schutz von Natur und Umwelt aus. Während seiner Amtszeit als Vizegouverneur wurde in Illinois auf Quinns Betreiben ein Gedenktag zum Schutz von Flüssen eingerichtet. Als Gouverneur forciert Quinn stark den Ausbau von erneuerbaren Energien in seinem Bundesstaat, wozu er bereits mehrere Gesetze auf den Weg gebracht hat. Neben dem Ausbau erneuerbarer Energien unterzeichnete Quinn im Sommer 2009 ein Gesetz, nachdem vom Bundesstaat Illinois finanzierte Gebäude spezielle Standards für hohe Umweltverträglichkeit und niedrigen Energieverbrauch erfüllen müssen. Der Sierra Club, eine bekannte amerikanische Umweltschutzorganisation, unterstützte Quinns Wahlkämpfe und bezeichnete ihn als Green Governor („grüner Gouverneur“).

### Gouverneurswahl 2014
Pat Quinn kündigte im Frühjahr 2013 an, sich bei der Gouverneurswahl 2014 um eine weitere volle Amtsperiode als Gouverneur des Staates Illinois zu bewerben. Mit William M. Daley gab es zunächst einen ernstzunehmenden Gegenkandidaten innerhalb der Demokratischen Partei, doch zog Daley seine Bewerbung schon im Herbst 2013 wieder zurück. Die parteiinternen Vorwahlen der Demokraten vom 18. März 2014 gewann Quinn mit über 71 Prozent der Stimmen deutlich. Vizegouverneurin Simon verzichtete im Vorfeld der Wahl auf eine erneute Kandidatur für ihren Posten, da sie sich um das Amt des State Comptroller bewerben wollte, was jedoch im November scheiterte. Quinn wählte daher Paul Vallas zu seinem Mitkandidaten, der früher das Amt des Direktors der Chicago Public Schools bekleidete.
Bei der Gouverneurswahl am 4. November 2014 unterlag Quinn seinem republikanischen Herausforderer Bruce Rauner. Dieser siegte mit einem Stimmenanteil von 50,3 Prozent, während sich für den Amtsinhaber nur 46,3 Prozent der Wähler aussprachen. Der Wahlausgang wurde zuvor als völlig offen angesehen, nachdem es Quinn gelang, seinen zum Teil deutlichen Rückstand in den Umfragen während der letzten beiden Monate des Wahlkampfes stark aufzuholen. Rauners Wahlerfolg wurde von politischen Beobachtern auch auf eine starke Mobilisierung der republikanischen Stammwähler zurückgeführt. Außerdem sei es dem Herausforderer gelungen, im mehrheitlich den Demokraten zugeneigten Illinois, zahlreiche Wechselwähler anzusprechen, indem er im Vergleich zu anderen Parteigenossen in gesellschaftspolitischen Bereichen sehr moderate Positionen vertritt. Nicht zuletzt waren Quinns Beliebtheitswerte in Illinois seit längerem auf einem niedrigen Niveau. Besonders die unter ihm vorgenommenen Steuererhöhungen waren äußerst unpopulär; zumal sich Quinn 2014 entgegen früheren Aussagen dafür aussprach, diese Steueranhebungen dauerhaft beibzubehalten, um den Haushalt sanieren zu können.
Quinn war bei den Wahlen 2014 der einzige demokratische Gouverneur, der nicht wiedergewählt wurde. Von den 36 Bundesstaaten, in denen Gouverneurswahlen stattfanden, war er einer von nur drei Amtsinhabern, die abgewählt wurden (die anderen beiden waren die Republikaner Sean Parnell aus Alaska und Tom Corbett aus Pennsylvania).
Seine Amtszeit als Gouverneur endete am 12. Januar 2015 mit Rauners Vereidigung. An dieser nahm Quinn jedoch nicht teil. Eine seiner letzten Amtshandlungen war ein Veto gegen ein Gesetz, das die Jagd auf Luchse erlaubt hätte.

## Nach dem Gouverneursamt
Noch vor dem Ablauf seiner Amtsperiode erklärte Quinn, sich weiterhin für Verbraucherschutz engagieren zu wollen.
Unmittelbar nach seiner Niederlage von 2014 erklärte er, bis auf weiteres kein politisches Amt mehr anzustreben. Im November 2015 wurde bekannt, dass Quinn offenbar eine erneute Kandidatur für das Gouverneursamt im Jahr 2018 nicht ausschließt, wobei es möglicherweise zu einer erneuten Begegnung mit Bruce Rauner gekommen wäre. Im Herbst 2017 verkündete Quinn hingegen seine Kandidatur um das Amt des Attorney General von Illinois. Wenig zuvor erklärte die langjährige Amtsinhaberin Lisa Madigan nicht noch einmal kandidieren zu wollen. Der Posten des Attorney General, der einem Generalstaatsanwalt und teils einem Justizminister mit entspricht, wird mittels Direktwahl durch die Bevölkerung besetzt. In seinem Wahlkampf wirbt Quinn, sich für den Verbraucherschutz und eine Stärkung des Wahlrechts einsetzen zu wollen. Außerdem möchte Quinn in dieser Funktion der Politik von US-Präsident Donald Trump mit Rechtsmitteln entgegenwirken. Die demokratische Vorwahl am 20. März 2018 ging dann jedoch knapp zu Quinns Ungunsten aus. In einem Bewerberfeld von acht Kandidaten vereinte er 27 % der Stimmen auf sich, während der Staatssenator Kwame Raoul mit 30 % den ersten Platz belegte.

## Privatleben
Quinn ist geschieden und hat zwei erwachsene Söhne. Er lebt in Galewood, einem Vorort von Chicago.